# Geplooid snavelmos
Geplooid snavelmos (Eurhynchium striatum) is een bladmos uit de dikkopmosfamilie (Brachytheciaceae). Het groeit in de duinen op humeus zand op noordhellingen en elders op voedselrijke humeuze bodems in bossen, ook op rotsen en op boomvoeten. In voedselrijke bossen kan geplooid snavelmos vele vierkante meters van de bosbodem bedekken, vaak samen met andere grote slaapmossen als gewoon dikkopmos, haarspitsmos, pluimstaartmos en struikmos. Soms ontstaan mosballen door het omkeren van plukken mos door vogels op zoek naar voedsel.

## Determinatie
Geplooid snavelmos vormt losse, groene, glanzende en vaak vrij uitgestrekte gazons tot 5 cm hoog. Geplooid snavelmos is te herkennen aan de stijf afstaande driehoekige bladen aan onregelmatig vertakte planten die losse ruige weefsels vormen. Met de loep zijn de lengteplooien van de stengelbladen goed te zien.
De bladeren zijn ongeveer 1,3 tot 2 keer zo lang als ze breed zijn en aan de bladpunt staan de bladranden in een hoek van 15–45 graden. Takbladeren zijn wat kleiner en smaller, ongeveer 1,5–1,8 mm lang, eivormig en geleidelijk puntig. Alle bladeren hebben een eenvoudige bladnerf tot ongeveer 3/4 van de lengte van het blad, waarbij het uiteinde van de nerf meestal als een stekel aan de achterkant van het blad uitkomt. De bladcellen zijn lijnvormig en dunwandig in het midden van het blad, korter, iets breder, matig dikwandig en gevlekt aan de bladbasis; de bladvleugelcellen zijn rechthoekig.
Het mos is tweehuizig en heeft matige vruchtvorming, met sporenrijping verspreid over het hele jaar, maar vooral in de winter. De sporofyt heeft een rode, gladde seta die ongeveer 2,5 cm lang is en een aflopende tot horizontale, gebogen, cilindrische sporencapsule draagt. Kapsels komen zeldzaam voor. De sporen zijn fijnkorrelig en 11–14 µm groot.

## Verspreiding
Geplooid snavelmos komt voor in  Europa, Azië en Noord-Afrika. In Centraal-Europa is het algemeen en algemeen van de vlaktes tot de lagere bergbossen.

## Foto's

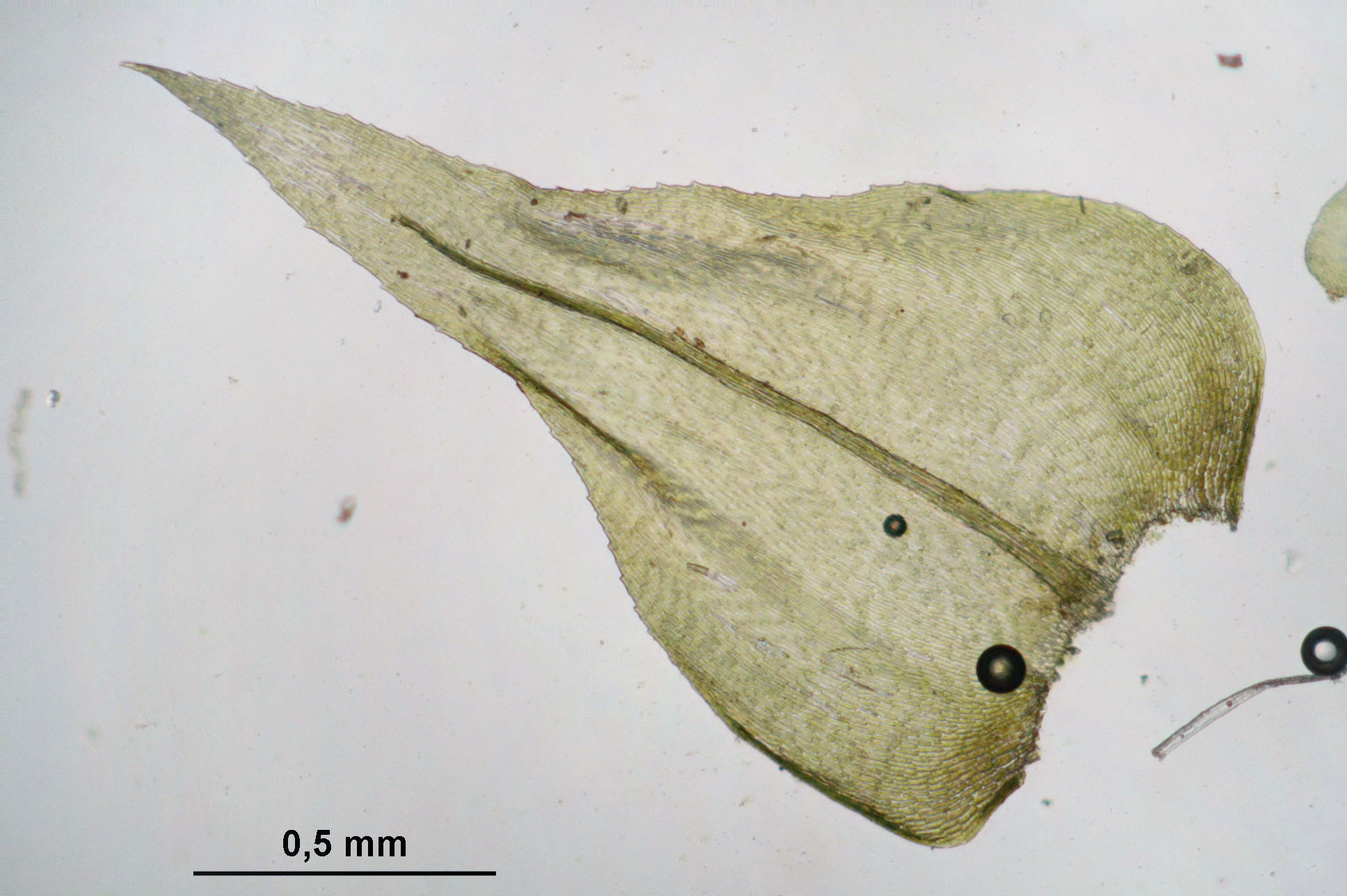
Blad
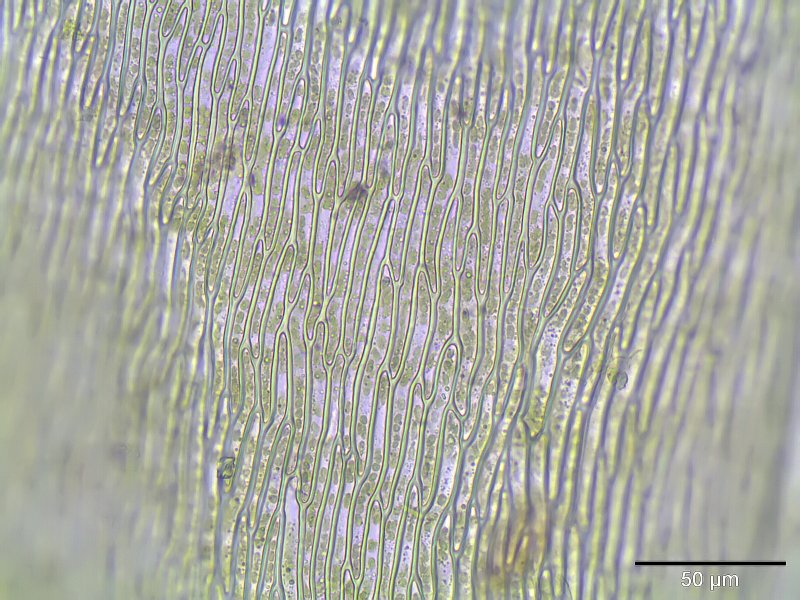
Laminacellen
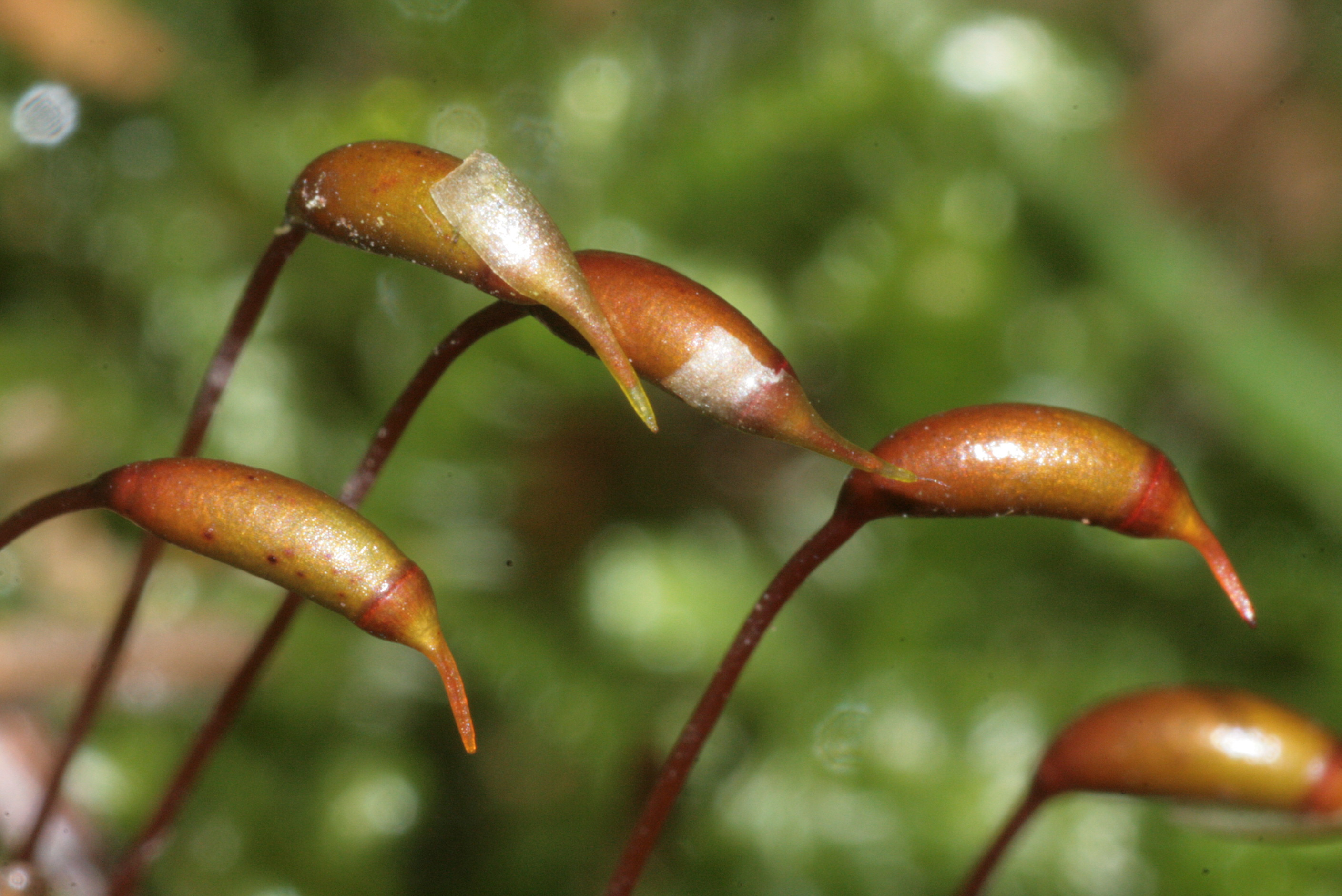
Sporenkapsels